# Miconia rubens
Miconia rubens är en tvåhjärtbladig växtart som först beskrevs av Olof Swartz, och fick sitt nu gällande namn av Charles Victor Naudin. Miconia rubens ingår i släktet Miconia och familjen Melastomataceae. Inga underarter finns listade i Catalogue of Life.